# Данмор (Пенсільванія)
Данмор (англ. Dunmore) — місто (англ. borough) в США, в окрузі Лекаванна штату Пенсільванія. Населення — 14 042 особи (2020).

## Географія
Данмор розташований за координатами 41°24′50″ пн. ш. 75°36′23″ зх. д. / 41.41389° пн. ш. 75.60639° зх. д. (41.413987, -75.606258).  За даними Бюро перепису населення США в 2010 році місто мало площу 23,30 км², з яких 23,10 км² — суходіл та 0,20 км² — водойми.

## Демографія
Згідно з переписом 2010 року, у селищі мешкало 14 057 осіб у 5999 домогосподарствах у складі 3388 родин. Густота населення становила 603 особи/км².  Було 6530 помешкань (280/км²).
Расовий склад населення:
| - 95,2 % — білих - 1,8 % — азіатів - 1,1 % — чорних або афроамериканців - 0,1 % — корінних американців |

До двох чи більше рас належало 1,0 %. Частка іспаномовних становила 2,3 % від усіх жителів.
За віковим діапазоном населення розподілялося таким чином: 17,9 % — особи молодші 18 років, 62,1 % — особи у віці 18—64 років, 20,0 % — особи у віці 65 років та старші. Медіана віку мешканця становила 42,1 року. На 100 осіб жіночої статі у селищі припадало 84,0 чоловіків;  на 100 жінок у віці від 18 років та старших — 80,5 чоловіків також старших 18 років.
Середній дохід на одне домашнє господарство  становив 64 138 доларів США (медіана — 49 275), а середній дохід на одну сім'ю — 82 219 доларів (медіана — 69 265). Медіана доходів становила 47 361 долар для чоловіків та 35 758 доларів для жінок. За межею бідності перебувало 13,1 % осіб, у тому числі 23,7 % дітей у віці до 18 років та 8,9 % осіб у віці 65 років та старших.
Цивільне працевлаштоване населення становило 6512 осіб. Основні галузі зайнятості: освіта, охорона здоров'я та соціальна допомога — 30,7 %, роздрібна торгівля — 12,7 %, науковці, спеціалісти, менеджери — 9,5 %, виробництво — 9,0 %.